# (74120) 1998 QJ53
(74120) 1998 QJ53 – planetoida z pasa głównego asteroid okrążająca Słońce w ciągu 4,17 lat w średniej odległości 2,59 j.a. Odkryta 20 sierpnia 1998 roku.